# Svultentjärnen (Norra Ny socken, Värmland)
Svultentjärnen är en sjö i Torsby kommun i Värmland och ingår i Göta älvs huvudavrinningsområde. Sjön har en area på 0,0594 kvadratkilometer och ligger 307 meter över havet. Sjön avvattnas av vattendraget Norkbäcken.

## Delavrinningsområde
Svultentjärnen ingår i det delavrinningsområde (668136-136044) som SMHI kallar för Mynnar i Bredvisten. Medelhöjden är 300 meter över havet och ytan är 8,27 kvadratkilometer. Det finns inga avrinningsområden uppströms utan avrinningsområdet är högsta punkten. Norkbäcken som avvattnar avrinningsområdet har biflödesordning 4, vilket innebär att vattnet flödar genom totalt 4 vattendrag innan det når havet efter 387 kilometer. Avrinningsområdet består mestadels av skog (70 procent) och sankmarker (21 procent). Avrinningsområdet har 0,14 kvadratkilometer vattenytor vilket ger det en sjöprocent på 1,7 procent.